# Monte Coccaro
Il Monte Còccaro è una montagna dell'isola d'Elba. 

## Descrizione
Situata nella parte occidentale dell'isola, fa parte della catena del Monte Capanne e raggiunge un'altezza di 422 metri sul livello del mare.
La vetta si trova tra il Monte Cenno e le Piane alla Sughera. Il toponimo deriva dall'elbano còccaro o còcchero, nel senso di «vetta appuntita». Nel Catasto leopoldino del 1840 è attestato come Còcchero, mentre localmente è pure noto come Chiòccolo.

## Ambiente
La vegetazione è caratterizzata dalla presenza di Erica arborea, Arbutus unedo e Cistus monspeliensis.